# Šaban Sejdiu
Šaban Sejdi (Шабан Сејди * 6. května 1959) je bývalý jugoslávský zápasník, volnostylař. V roce 1980 na olympijských hrách v Moskvě, v kategorii do 68 kg a v roce 1984 na hrách v Los Angeles v kategorii do 74 kg vybojoval bronzovou medaili. Olympijských her se zúčastnil také v letech 1976 a 1988.
V roce 1977 a 1981 vybojoval stříbro na mistrovství světa, v roce 1978 skončil pátý. Devětkrát startoval na mistrovství Evropy, v roce 1977 a 1983 vybojoval zlatou medaili.